# 雜色無線鰨
雜色無線鰨為輻鰭魚綱鰈形目鰨亞目舌鰨科的中一種，為深海魚類，分布於東太平洋加拉巴哥群島海域，棲息深度70-278公尺，體長可達10.8公分，棲息在岩石底質底層水域，生活習性不明。

## 扩展阅读
維基物種上的相關：雜色無線鰨